# 154587 Ennico
154587 Ennico este o planetă minoră (asteroid) din centura de asteroizi. A fost descoperită pe 30 mai 2003 la Observatorio de Cerro Tololo⁠(d) de Marc Buie⁠(d). 
Obiectul prezintă o orbită caracterizată de o semiaxă mare de 2,8595595431582 UAi, o excentricitate de 0,05, o înclinație de 3,1 ° în raport cu ecliptica.